# Alainosquilla
Alainosquilla is een geslacht van kreeftachtigen uit de klasse van de Malacostraca (hogere kreeftachtigen).

## Soort
- Alainosquilla foresti Moosa, 1991